# Emanuele Filiberto (nave da battaglia)
La nave da battaglia Emanuele Filiberto è stata un'unità della Regia Marina, capoclasse della classe omonima, che comprendeva l'unità gemella Ammiraglio di Saint Bon.

## Caratteristiche
L'unità, costruita su progetto elaborato dal generale del Genio navale Giacinto Pullino, era veloce ed aveva un limitato dislocamento ed armamento ed un basso bordo libero che portava la nave a soffrire il mare, specie durante le operazioni con mare grosso.

Il motore a vapore della corazzata

La propulsione era a vapore costituito da 12 caldaie a combustione mista (carbone e nafta) che alimentavano con il loro vapore due motrici alternative a espansione.
Nel XX secolo questo tipo di caldaia diventò il modello standard per tutte le caldaie di grosse dimensioni, grazie anche all'impiego di acciai speciali in grado di sopportare temperature elevate e allo sviluppo di moderne tecniche di saldatura. L'apparato motore forniva una Potenza di 14000 hp e consentiva alla nave di raggiungere la velocità massima di 18 nodi, con un'autonomia che ad una velocità di 10 nodi era di 4000 miglia.
L'armamento principale era costituito da quattro cannoni da 254/40 installati in due torri binate corazzate a prora e a poppa, che costituivano anche l'armamento principale degli incrociatori classe Garibaldi.
L'armamento secondario principale era costituito da otto cannoni da 152/40 in batteria e otto cannoni da 120/40 scudati, sistemati in coperta ed era completato da otto cannoni da 76/40, da otto cannoni da 47/40 e due mitragliere.
L'armamento silurante era di quattro tubi lanciasiluri.

## Nome
La nave fu battezzata con questo nome in onore di Emanuele Filiberto di Savoia X Duca di Savoia, nipote di Carlo V e cugino di primo grado di Filippo II da cui ebbe la carica di governatore dei Paesi Bassi, che, destreggiandossi tra Spagna e Francia e capitanando un'armata ispano-piemontese nelle Fiandre, nella piazzaforte di San Quintino ottenne una vittoria, decisiva, che fu l'apice della sua carriera di condottiero; con la successiva pace di Cateau-Cambrésis del 1559 ottenne la restituzione dei suoi stati, coronando così il suo sogno di ritornare nei territori patri, spostando nel 1563 la capitale da Chambéry a Torino. Nonostante la sua politica filo-spagnola, seppe trovare buoni rapporti con la Francia, al punto da sposare Margherita di Francia, figlia di Francesco I re di Francia.
Il Ducato di Savoia in seguito al trattato di Utrecht con cui Vittorio Amedeo II ottenne la Sicilia, nel 1713 divenne il Regno di Sicilia, che si concluse nel 1720, quando l'isola venne scambiata con la Sardegna diventando così Regno di Sardegna, che in seguito alle vicende del Risorgimento sarebbe diventato il Regno d'Italia.
La nave ricevette la bandiera da combattimento a La Spezia il 10 aprile 1902 alla presenza del Ministro della Marina Morin e di altre autorità politiche e militari, dalle mani di un discendente di Emanuele Filiberto "Testa di Ferro", il Duca d'Aosta, che corso della prima guerra mondiale si sarebbe distinto al comando della terza armata senza mai subire sconfitte, guadagnandosi l'appellativo di Duca Invitto e conquistando Gorizia nella sesta battaglia dell'Isonzo.
La bandiera che misurava metri 8,25x5,50 era in seta, con lo stemma sabaudo e la corona ricamati a mano ed è conservata a Roma al Sacrario delle Bandiere Vittoriano in un cofano che sul coperchio reca una piccola riproduzione del monumento a Emanuele Filiberto di Savoia, opera di Carlo Marochetti, che lo raffigura nell'atto di reinguainare la spada dopo la vittoria di San Quintino, fatto erigere a Piazza San Carlo a Torino dal suo discendente e Re di Sardegna Carlo Alberto.
Successivamente nella Regia Marina a portare il nome Emanuele Filiberto è stato un incrociatore leggero della classe Condottieri tipo Duca d'Aosta, intitolato però ad Emanuele Filiberto Duca d'Aosta, lo stesso che nel 1902 aveva consegnato alla nave da battaglia la bandiera di combattimento.
Il motto della nave era Conduntur non contunduntur ("Per costruire non per distruggere"), con riferimento al motto personale di Emanuele Filiberto.

## Servizio
La nave venne impostata sugli scali il 5 ottobre 1893 nel Cantiere navale di Castellammare di Stabia, varata il 29 settembre 1897 ed entrò in servizio il 6 settembre 1901.
Nel 1911-12 prese parte alla guerra italo-turca nella I Divisione Corazzate, impiegata nelle acque della Libia.
La nave progettata per restare in servizio attivo sino al 1913-14, a causa dello scoppio della prima guerra mondiale rimase ancora in servizio e durante la grande guerra al comando del Capitano di Fregata Magliozzi era dislocata insieme all'unità gemella a Venezia.
Il 4 novembre 1918 prese parte all'occupazione della città di Fiume.
Al termine del conflitto la nave venne radiata e demolita.